# Le Survenant (personnage)
Pour les articles homonymes, voir Le Survenant.
 (avril 2008).
Si vous disposez d'ouvrages ou d'articles de référence ou si vous connaissez des sites web de qualité traitant du thème abordé ici, merci de compléter l'article en donnant les références utiles à sa vérifiabilité et en les liant à la section « Notes et références ».
Le Survenant est un personnage de fiction, héros du roman le Survenant de Germaine Guèvremont. Il s'agit d'un homme mystérieux qui a beaucoup voyagé.
Il s'installe dans un hameau québécois aux valeurs traditionnelles fortes (soit au Chenal du moine près de Sorel). Il est travaillant et habile de ses mains. Il est donc une ressource inestimable pour l'agriculteur chez lequel il travaille. 
Cependant, exprimant ses émotions et contant ses expériences, il est perçu par les habitants du hameau comme facteur de troubles et, en même temps, comme catalyseur de changement. Représentant l'inconnu et la connaissance, il est rejeté par certains et adulé par d'autres.
Les origines du héros, tout comme ses allées et venues avant d'arriver dans le hameau, 
n'étant pas connues, il a exercé une fascination sur l'imaginaire populaire du Québec des années 1950. 
Les différentes adaptations (série télévisée, films et radio-feuilleton) et le nombre de prix que l'auteure a reçus pour le roman qui le dépeint en font foi. Le prestigieux Book reviews du New York Times (édition du 5 mars 1950) a aussi fait une critique positive du roman dans sa version anglaise.